# Erland Conradi
Erland Georg Fredrik Conradi, född 29 mars 1912 i Adolf Fredriks församling,  Stockholm, död 1 maj 2010 i Danderyds församling, Stockholms län, var ett svenskt justitieråd.
Conradi växte upp i Eksjö och avlade studentexamen i Skara. Efter juridikstudier vid Uppsala universitet gjorde han tingstjänstgöring och hamnade senare som domare vid Svea hovrätt. Conradi utnämndes till justitieråd 1960 och var kvar i Högsta domstolen till 1979. Inom kommittéväsendet var han främst inriktad på skadeståndsrättsliga frågor. Conradi blev hedersdoktor vid Stockholms universitet 1989.
Conradi var reservofficer vid Älvsborgs regemente. Han genomförde en längre beredskapstjänstgöring under andra världskriget.